# Satanic Surfers
Satanic Surfers is een Zweedse punkband afkomstig uit Lund, Skåne die is opgericht in 1989. De vroegste formatie van de band bestond uit zanger Erik Kronwall, gitarist Magnus Blixtberg, drummer (en later zanger) Rodrigo Alfaro, gitarist Fredrik Jakobsen en basgitarist Tomek Sokołowski. De muziekstijl van de band kan worden omschreven als skatepunk.

## Geschiedenis
Satanic Surfers werd opgericht in de herfst van 1989 door zanger Erik Kronwall en drummer Rodrigo Alfaro. Kort daarna kwamen ook gitaristen Frederik Jakobsen en Magnus Lövberg bij de band spelen. Tomek Sokołowski ging de basgitaar spelen. De eerste demo van de band was getiteld Meathook Love en werd uitgegeven in 1991.
Het eerste album van de band, de ep Skate to Hell werd vier jaar na de oprichting uitgegeven in 1993. Daarmee was het tevens de eerste uitgave van het platenlabel Bad Taste Records. Ulf Eriksson verving zanger Erik in 1994 om vervolgens met de band de tweede ep Keep Out op te nemen, dat werd uitgegeven via Burning Heart Records. Toen ook hij de band verliet werd Alfaro de zanger van de band, terwijl hij tegelijkertijd bleef drummen.
Na enkele veranderingen in de formatie en het uitgeven via de eerste drie studioalbums via Burning Heart Records tekende de band weer bij het platenlabel Bad Taste om in 2000 twee albums uit te laten geven. Na de uitgave van het studioalbum Unconsciously Confined (2002) kwamen basgitarist Andy Dahlström en drummer Robert Samsonovitz bij de band spelen. De band gaf zijn laatste studioalbum uit in 2005, getiteld Taste the Poison. Satanic Surfers werd opgeheven in 2007.
De band liet in 2014 weten dat ze na een aanbod van het festival Amnesia Rockfest in de zomer van 2015 weer zouden optreden op verschillende festivals. Sindsdien speelt de band weer concerten. In september 2017 werd bekendgemaakt dat de band weer bezig was met een nieuw studioalbum.

## Leden
| Huidige leden - Stefan Larsson - drums (2014-heden) - Max Huddén - gitaar (2016-heden) - Magnus Blixtberg - gitaar (1993-2006, 2014-heden) - Rodrigo Alfaro - drums (1989-2001), zang (1994-2007, 2014-heden) - Andy Dahlström - basgitaar (2003-2007, 2014-heden) | Voormalige leden - Erik Kronwall - zang (1989-1994) - Magnus Lövberg - gitaar (1990-1992) - Ulf Eriksson - zang (1994) - Fredrik Jakobsen - gitaar (1989-2007) - Tomek Sokołowski - basgitaar (1989-1999) - Mathias Blixtberg - basgitaar (1999-2003) - Martin Svensson - drums (2001-2002) - Robert Samsonovitz - drums (2004-2007) - Dana Johansson - gitaar (2006-2007, 2014-2016) |

## Discografie
Studioalbums
- Hero of Our Time (1995)
- 666 Motor Inn (1997)
- Going Nowhere Fast (1999)
- Fragments and Fractions (2000)
- Unconsciously Confined (2002)
- Taste the Poison (2005)
- Back from Hell (2018)

Ep's
- Meathook Love (1993)
- Skate to Hell (1993)
- Keep Out! (1994)

Verzamelalbums
- Songs from the Crypt (1999)

Splitalbums
- Ten Foot Pole/Satanic Surfers (1995, met Ten Foot Pole)
- Born 2 Skate EP (1995, met Seven Hate)
- As a Matter of Fact (1998, met The Almighty Trigger Happy, Ill Repute en Good Riddance)
- Concrete Cell/Satanic Surfers (1997, met Concrete Cell)

Singles
- "Satanic Surfers" (1995)
- "Promo 2002" (2002)
- "The Usurper" (2018)